# Els Alamús
Els Alamús település Spanyolországban, Lleida tartományban. Els Alamús Lleida, Bell-lloc d’Urgell és Torregrossa községekkel határos. Lakosainak száma 800 fő (2024).

## Népesség
A település népessége az utóbbi években az alábbiak szerint változott:
| Lakosok száma | 13   | 325  | 558  | 695  | 671  | 724  | 740  | 769  | 819  | 800  |
|               | 1717 | 1887 | 1936 | 1960 | 1986 | 2004 | 2009 | 2014 | 2019 | 2024 |